# Pontarion
Pontarion é uma comuna francesa na região administrativa da Nova Aquitânia, no departamento de Creuse. Estende-se por uma área de 5,25 km². Em 2010 a comuna tinha 371 habitantes (densidade: 70,7 hab./km²).